# Polyporus leprieurii
Polyporus leprieurii är en svampart som beskrevs av Mont. 1840. Polyporus leprieurii ingår i släktet Polyporus och familjen Polyporaceae.   Inga underarter finns listade i Catalogue of Life.